# Мирамбель, Андер
Андер Мирамбель Виньяс (исп. Ander Mirambell i Viñas, 17 февраля 1983, Калелья, Барселона) — испанский каталонский скелетонист, выступающий за сборную Испании с 2005 года. Участник двух зимних Олимпийских игр, обладатель серебряной и бронзовой медалей Кубка Америки, неоднократный призёр национального первенства.

## Биография
Андер Мирамбель родился 17 февраля 1983 года в городе Калелья, провинция Барселона. Заниматься скелетоном начал в 2005 году, тогда же стал членом национальной сборной и в декабре дебютировал в заездах Кубка Европы, приехав шестьдесят первым на этапе в немецком Кёнигсзее. В феврале следующего года впервые принял участие в состязаниях молодёжного чемпионата мира в австрийском Иглсе, занял двадцать пятое место. На чемпионате Европы 2007 года был двадцать третьим, тогда как на взрослом чемпионате мира в швейцарском Санкт-Морице финишировал двадцать седьмым. На этапе Кубка Европы в Винтерерге занял седьмое место, и пока этот результат остаётся лучшим у него на данном турнире. Европейское первенство 2009 года закончилось для него пятнадцатой позицией, а мировое в Лейк-Плэсиде — двадцать седьмой. Также в этом сезоне Мирамбель дебютировал на Кубке мира, но, столкнувшись с сильнейшими скелетонистами планеты, не показывал высоких результатов, заняв в общем зачёте лишь сорок восьмую строчку.
На чемпионате Европы 2010 года в австрийском Иглсе повторил прошлогоднее достижение, вновь приехав пятнадцатым. Поскольку в сборной Испании на тот момент не было большой конкуренции, Андер Мирамбель удостоился права защищать честь страны на Олимпийских играх в Ванкувере, где, однако, финишировал лишь двадцать четвёртым. В кубковом сезоне 2010/11 показал свой лучший результат, поднявшись в канадском Уистлере до четырнадцатой позиции. Чемпионат мира 2012 года в американском Лейк-Плэсиде вновь провёл неудачно, сумев подняться только до двадцать пятого места, зато на Кубке Америки выиграл серебро и бронзу. За свою быструю кошачью реакцию на льду получил прозвище Отмороженный кот.
В 2014 году Мирамбель побывал на Олимпийских играх в Сочи, где финишировал двадцать шестым.